# Abruka
Abruka je estonski otok u Baltičkom moru. Pripada općini Kaarma i okrugu Saare.
Površina otoka je 8,78 km2, nalazi se 6 km od luke Roomassaare u blizini Kuressaare na otoku Saaremaa. Na otoku je 2011. živjelo 33 stanovnika.

## Vanjske poveznice
- Satelitska snimka otoka

### Ostali projekti
|  | Zajednički poslužitelj ima još gradiva o temi Abruka |